# عرفان فارسی
عرفان فارسی (انگلیسی: Persian mysticism) یک تفسیر سنتی از هستی، زندگی و عشق است که بر اساس اصول وحیانی و قلبی در استدلال متکی است. اگرچه تا حدی از سنت‌های عرفانی زرتشتی (مزدیسنا) امپراتوری ایران سرچشمه گرفته‌است، اما در جنبه‌های عملی در حال حاضر مترادف تصوف در ایران معاصر است.